# Su Xinyue
Su Xinyue (chiń. 苏欣悦; ur. 8 listopada 1991) – chińska lekkoatletka specjalizująca się w rzucie dyskiem.
Dwukrotna złota medalistka mistrzostw Azji (2013 i 2015). W 2015 zajęła 8. miejsce na mistrzostwach świata w Pekinie. Piąta zawodniczka igrzysk olimpijskich w Rio de Janeiro (2016) oraz siódma na światowym czempionacie w Londynie (2017).
Medalistka mistrzostw Chin w różnych kategoriach wiekowych.
Rekord życiowy: 65,59 (28 maja 2016, Neubrandenburg).

## Osiągnięcia
| Rok  | Impreza                     | Miejsce        | Pozycja           | Wynik |
| ---- | --------------------------- | -------------- | ----------------- | ----- |
| 2010 | Mistrzostwa świata juniorów | Moncton        | el. – 13. miejsce | 48,99 |
| 2013 | Mistrzostwa Azji            | Pune           | 1. miejsce        | 55,88 |
| 2013 | Mistrzostwa świata          | Moskwa         | el. – 19. miejsce | 56,87 |
| 2015 | Mistrzostwa Azji            | Wuhan          | 1. miejsce        | 63,90 |
| 2015 | Mistrzostwa świata          | Pekin          | 8. miejsce        | 62,90 |
| 2016 | Igrzyska olimpijskie        | Rio de Janeiro | 5. miejsce        | 64,37 |
| 2017 | Mistrzostwa świata          | Londyn         | 7. miejsce        | 63,37 |
| 2021 | Igrzyska olimpijskie        | Tokio          | el. – 20. miejsce | 58,90 |